# Vase à double bec et pont

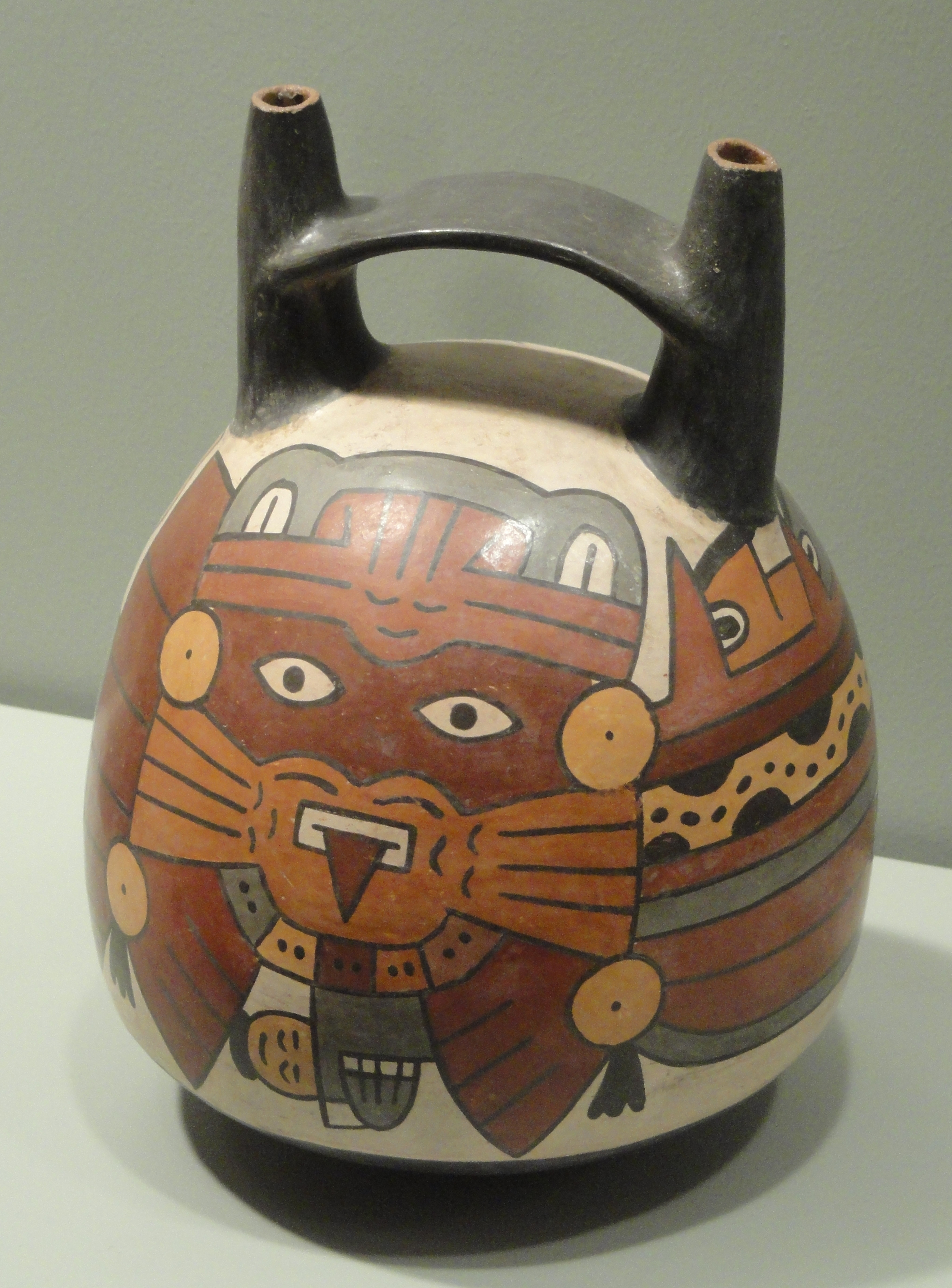
Une bouteille à bec de pont de la culture Nasca, 100-300 AD

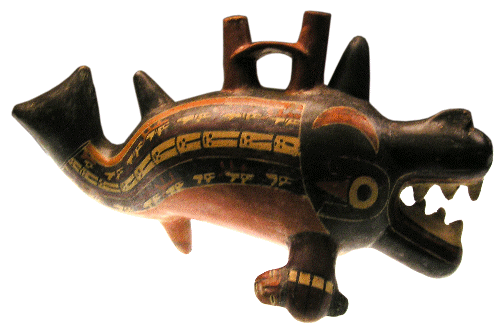
Récipient figuratif Huaco de cette forme

Le Vase à double bec et pont est une forme de récipient à boire généralement en céramique qui s'est développé un peu avant 500 av. J.-C. par des groupes indigènes de la côte péruvienne. Fidèle à son nom, ce type de bouteille se distingue par deux becs reliés par une poignée. D'abord utilisé par la culture Paracas, il a ensuite été adopté par les Nazca. Alors qu'au début les Paracas avaient tendance à inciser des dessins dérivés de l'art de la culture Chavin sur la surface des vases, plus tard ils ont commencé à les traiter comme des formes sculptées, c'est une avancée facilitée par les développements de la technologie céramique qui a permis de construire des récipients aux parois plus minces. Cette tradition a été poursuivie par les Nazca, dont les récipients étaient minutieusement figuratifs (voir illustration ci-dessous à droite), décorés de glaçures polychromes.
Les vases ont été construits selon la méthode de la bobine. Les Nazcas appliquaient ensuite une barbotine multicolore pour obtenir des effets polychromes avant de les passer au four. C'est une avancée sur les Paracas, qui peignaient leurs vases après leurs passages dans le feu. La technique Nazca a permis d'obtenir des couleurs beaucoup plus vives et plus permanentes, dont la brillance a été renforcée par le brunissage après le passage au four.
Les Paracas et les Nazcas semblent avoir utilisé ce type de vaisselle à des fins rituelles, car elles se trouvent le plus souvent dans des tombes.

## Voir également
- Récipient à bec étrier
- Vase à pont, une forme de vaisselle méditerranéenne du même nom mais sans rapport